# Мите Церски
Димитър (Мите) Велинов Златев, известен като Церски, е български революционер, кочански войвода на Вътрешната македонска революционна организация.

## Биография
Мите Велинов е роден през 1878/1879 година или 1891 година в Цера, тогава в Османската империя, днес в Северна Македония. При избухвнето на Балканската война в 1912 година е доброволец в Македоно-одринското опълчение на Българската армия и служи в партизански взвод № 35 на Симеон Георгиев и в 3-та рота на 14-а воденска дружина и в Сборната партизанска рота на МОО. Става четник, а след 1920 година е войвода в Кочанско. Влиза в четата на Панчо Михайлов в 1924 година. В сражение със сръбските потери Мите Церски е тежко ранен и е убит от другарите си по своя молба в Калиманци на 12 юли 1924 година. Лидерът на ВМРО Иван Михайлов го определя като
| „ | Твърде опитен борец и бивш войвода. | “ |

В същото сражение загиват Михаил Наутлиев и Стоил Бичаклиев от Щип, Михаил Недялков, син на генерал Христо Недялков и Илия Златанов от Дулица, брат на Харалампи Златанов.